# Yung-Han Kim

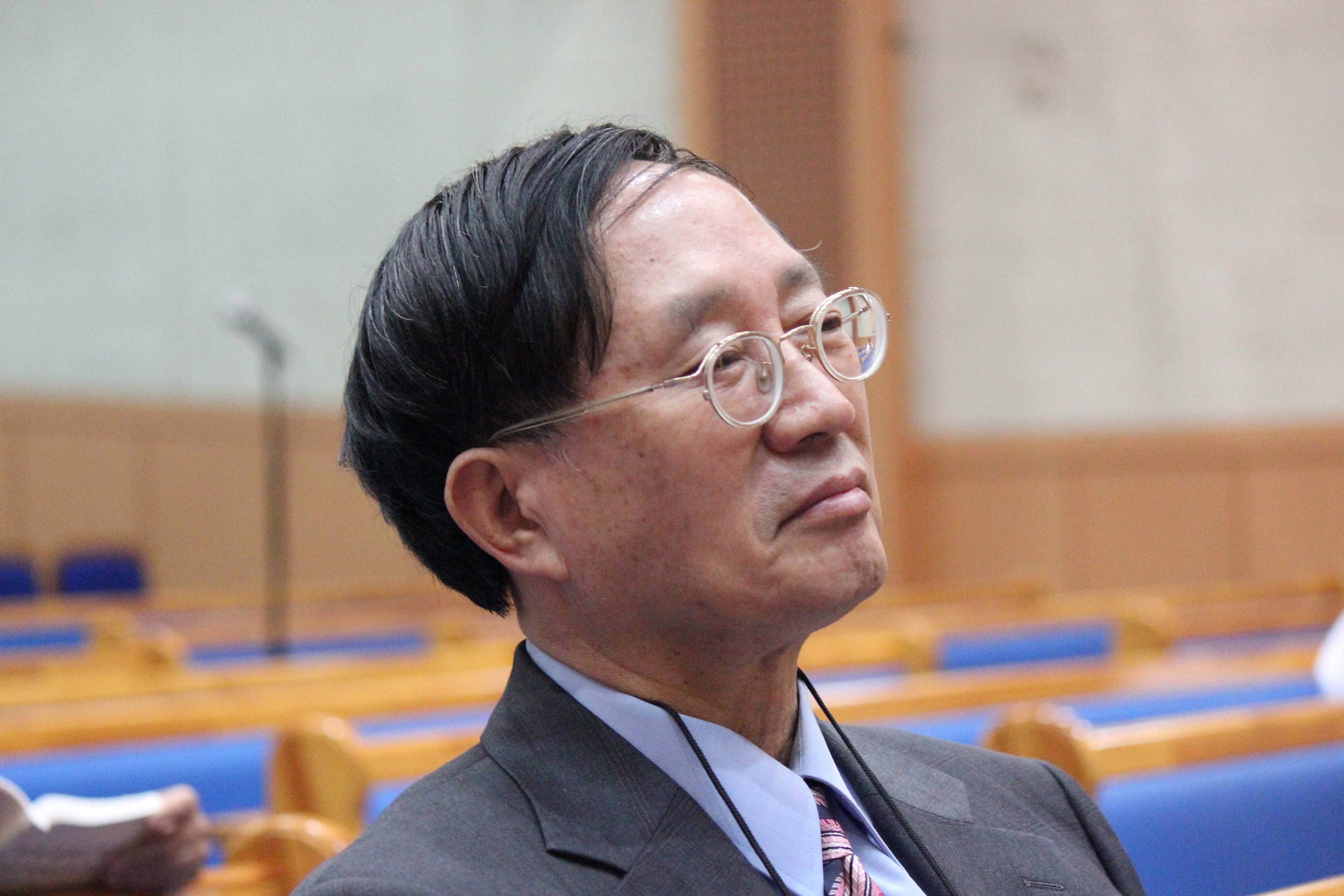
Yung-Han Kim

Yung-Han Kim (koreanisch 김영한; * 18. Oktober 1946 in Busan) ist ein südkoreanischer Professor der Theologie und ordinierter Pastor.

## Werdegang
Yung-Han Kim war 34 Jahre lang Professor für Systematische Theologie und Christliche Philosophie an der Universität Soongsil. Im Jahre 1996 gründete er die Koreanische Reformierte Theologische Gesellschaft und stand ihr bis 2004 als Präsident vor. Er gründete die Graduiertenschule für Christliche Studien der Universität Soongsil und war bis 2004 deren Dekan.
Kim war 1982 Gründungsmitglied der Academia Christiana und bekleidet seitdem das Amt des Präsidenten. Er gliederte ihr am 20. Juni 2010 die Bürgerinitiative Shalomnabi an, deren Vorsitz er ausübt.
Er veröffentlichte über 20 Bücher über Systematische Theologie und Christliche Philosophie und mehr als 30 Artikel im Journal und in Magazinen der Koreanischen Evangelischen Theologischen Gesellschaft, wie z. B. On the identity of Korean Evangelical Theology – Tward the Reformed Evangelical Theology, und schreibt Aufsätze in den Bereichen Dogmatik (wie über den Heidelberger Katechismus 1563), Reformierte Theologie, Calvinismus, zeitgenössische Theologie, Hermeneutik, christliche Kultur und christliche Spiritualität.
Weiterhin war Kim von 2000 bis 2002 Präsident der Koreanischen Evangelischen Theologischen Gesellschaft, von 2004 bis 2006 Vorsitzender der Koreanischen Gesellschaft für Hermeneutik und von 2006 bis 2012 Präsident der Koreanischen Gesellschaft für christliche Philosophie.

## Akademische Abschlüsse
- Department of Philosophy, Seoul National University (1971, B. A.)
- Graduate School’s Department of Philosophy, Seoul National University
- Philosophische Fakultät, Ruprecht-Karls-Universität Heidelberg (1974, Dr. phil.)
- Theologische Fakultät, Philipps-Universität Marburg (1975–1977, Research Fellow)
- Theologische Fakultät, Ruprecht-Karls-Universität Heidelberg (1984, Dr. theol.)

## Akademische Karriere
- 1978–1982 Assistant Professor, Universität Soongsil
- 1982–1987 Associate Professor, Universität Soongsil
- 1984–1985 Gastprofessor, Princeton Theological Seminary
- 1986–2003 Direktor des Korea Institute for Christian Culture Research der Universität Soongsil
- 1987–0000 Senior Professor, Universität Soongsil
- 1990–1991 Research Fellow, Divinity School der Yale University
- 1998–2003 Dekan der Graduate School of Christian Studies der Universität Soongsil
- 1998–2012 Senior Professor, Graduate School of Christian Studies der Universität Soongsil
- 1999–2012 Senior Professor, Department of Christian Studies der Universität Soongsil
- 200400000 Gastprofessor, Theologische Fakultät der Ruhr-Universität Bochum
- 2004–2005 Gastprofessor, Princeton Theological Seminary
- 2005–2009 Dekan der Graduate School of Christian Studies der Universität Soongsil

## Pastorale Karriere
- 1978–1982 Oberkaplan, Universität Soongsil
- 198000000 Ordination zum Pastor an der Koreanischen Presbyterianischen Kirche (TongHap) durch das Presbyterium Süd-Seoul
- 1986–1989 2. Pastor, Hallelujah-Gemeindekirche Seongnam
- 1992–2014 2. Pastor, Presbyterianische Kirche Seoul
- 1999–2002 Oberkaplan, Universität Soongsil

## Bücher
- Husserl und Natorp: zur Problematik der Letztbegründung der Philosophie bei Husserls Phänomenologie und Natorps neukantianischer Theorie. Heidelberg 1974 (Dissertation zur Erlangung des Dr. phil.).
- Phänomenologie und Theologie: Studien zur Fruchtbarmachung des transzendental-phänomenologischen Denkens für das christlich-dogmatische Denken. Band 1983–1985. Lang, Frankfurt, ISBN 3-8204-8331-4 (Dissertation zur Erlangung des Dr. theol.).
- A suggestion of Korea [sic] evangelical theology to western theology. Word of Life, Seoul 2001, ISBN 89-04-03063-3.

## Aufsätze
- Die universal-heilsgeschichtliche These der Rahnerschule und Pannenbergs universalgeschichtliche Konzeption. In: Helge Stadelmann (Hrsg.): Glaube und Geschichte: Heilsgeschichte als Thema der Theologie. 2. Auflage. Brunnen, Gießen 1988, ISBN 3-7655-9322-2, S. 348–396.
- The 1st Century and 2nd Century of Soongsil. In: Asia in 21st Century and Christian University. Seoul 1997, S. 253–274.
- Gott in Husserls transzendental phänomenologischem Denken. In: Kah Kyung Cho, J. S. Hahn (Hrsg.): Phänomenologie in Korea. Alber, Freiburg 2001, ISBN 3-495-47899-X, S. 129–155.
- The Idea of Transformed Hermeneutics. In: Evangelical Review of Theology. Band 25, Nr. 3, 2001, ISSN 0144-8153, S. 196–209.
- A Suggestion of Korea Evangelical Theology to Western Theology. In: A suggestion of Korea [sic] evangelical theology to western theology. Word of Life, Seoul 2001, ISBN 89-04-03063-3, S. 6–11.
- The Tasks of Reformed Theology in the 21st Century from Korean Context. In: A suggestion of Korea [sic] evangelical theology to western theology. Word of Life, Seoul 2001, ISBN 89-04-03063-3, S. 96–114.
- The Identity of Reformed Theology and Its Ecumenicity in the Twenty-First Century: Reformed Theology as Transformational Cultural Theology. In: Wallace M. Alston jun., M. Welker (Hrsg.): Reformed Theology. Identity and Ecumenicity. Eerdmans, Grand Rapids 2003, ISBN 0-8028-4776-5, S. 3–19.
- Christianity and Korean Culture: The Reasons for the Success of Christianity in Korea. In: Exchange. Journal of Contemporary Christianities in Context. Band 33, Nr. 2. Brill, 2004, ISSN 0166-2740, S. 132–152.
- The Culture of the 21st Century and Reformed Faith. In: Korea Journal of Christian Studies. Band 36. Seoul 2004, S. 73–95.
- The Unity and Diversity of Evangelicalism. In: Bible and Theology. Jg. 35. Seoul 2004.
- 기독교와 이슬람: 문명의 공존 = Christianity and Islam: The Co-existence of Civilizations. In: 선교와 신학. Band 16. 2005. ISSN 1229-2133 S. 125–154.
- Eine neue Theologie der Kultur in Korea. In: Zeitschrift für evangelische Ethik. Jahrgang 50, 2006, ISSN 0044-2674, S. 60–69.
- Reformed Evangelical Theology. In: International journal of Christian studies. Band 1, 2006, ISSN 1975-6143, S. 13–34.
- The Identity of Theology and Its Scientificity. In: International journal of Christian studies. Band 3, 2007, ISSN 1975-6143, S. 15–46.
- A Critical Reflection on Barth and van Til in the Reformed Tradition. In: International journal of Christian studies. 2008, ISSN 1975-6143, S. 15–33.
- Toward an Open Orthodox Reformed Theology: A Reflection of traditional Western Theology & desirable Theological Movement for Korean Church. In: A Theological Journal of KIMCHI. 2009.